# Heiligenstein (Kamptal)
Der Heiligenstein ist ein Bergrücken und Ausläufer des Manhartsbergs in Zöbing (Gemeinde Langenlois) im Kamptal in Niederösterreich. Seine Höhe beträgt 360 m ü. A. An seinem Fuß im Südwesten fließt der Kamp. Der Heiligenstein ist die bedeutendste Weinlage des Weinbaugebiets Kamptal.

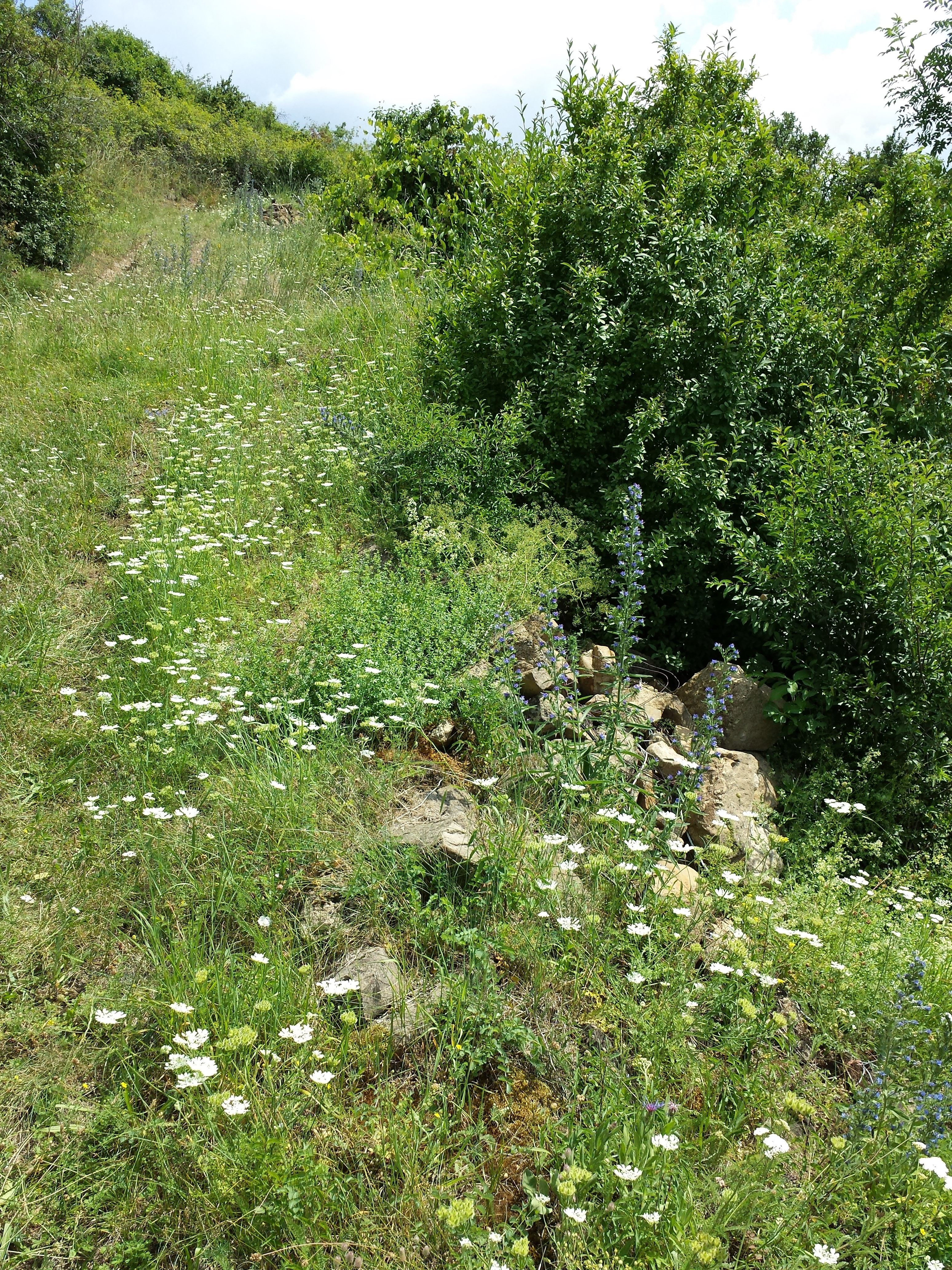
Trockenrasen am Heiligenstein mit einem Vorkommen der seltenen Groß-Strahldolde (Orlaya grandiflora)

Der offene Südhang beherbergt eine stark pannonisch geprägte Flora. Auf den Trockenrasen und Weingartenrändern wachsen unter anderem bemerkenswerte und seltene Arten wie Groß-Strahldolde (Orlaya grandiflora), Gelb-Lauch (Allium flavum), Seiden-Backenklee (Dorycnium germanicum) und Acker-Filzkraut (Filago arvensis).
Der Heiligenstein wurde bereits 1240 als Hellenstein (Höllenstein) erwähnt. Der größte Teil des Bergrückens ist bewaldet. Die ins Kamptal abfallenden Hänge werden seit dem Mittelalter für den Weinbau genutzt. Der Heiligenstein gilt als eine der besten Rieslinglagen Europas. Renommierte Weingüter wie Bründlmayer oder Schloss Gobelsburg bewirtschaften Rieden auf dem Heiligenstein.
Auf dem Heiligenstein befindet sich der 1897 errichtete Aussichtsturm Kamptalwarte.